# Batista Tagme Na Waie
Batista Tagme Na Waie, translitterato anche come Batista Tagme Na Wai o Tagmé Na Waié (Catió, 1949 – Bissau, 1º marzo 2009), è stato un politico e generale guineense, in carica come capo delle forze armate all'epoca del suo assassinio.
Na Wai, di etnia balanta, è stato membro della giunta militare che aveva rovesciato il governo di João Bernardo Vieira negli anni novanta, e un veterano della guerra d'indipendenza della Guinea-Bissau. Era diventato capo delle forze armate nell'ottobre del 2004, dopo l'assassinio del suo predecessore Veríssimo Correia Seabra. Era accanito rivale di Vieira fin dagli anni ottanta, quando Vieira aveva cercato di eliminare i militari più influenti del paese. Nel gennaio 2009 aveva sostenuto di essere stato vittima di un tentativo di omicidio.
Il suo assassinio è avvenuto il 1º marzo 2009, in seguito a un attentato dinamitardo avvenuto nei quartieri generali dell'esercito della Guinea-Bissau. Il giorno dopo la morte di Na Waie è stato assassinato anche il presidente Vieira.